# Mitsubishi Zuisei
El Mitsubishi Zuisei (瑞星 Estrella sagrada?) fue un motor radial japonés de 14 cilindros en doble estrella, sobrealimentado y enfriado por aire, usado por varios aviones japoneses en la Segunda Guerra Mundial. Fue el motor japonés de menor diámetro, y uno de los motores de 14 cilindros de menor tamaño del mundo. Mitsubishi designó a este motor como A14, mientras fue un proyecto experimental; en servicio fue conocido como MK2, seguido de la letra del código de revisión, y conocido como Ha26 y Ha102 por el ejército y «Zuisei» por la armada. El código unificado fue Ha-31.

## Diseño y desarrollo
El MK2A Zuisei fue un motor radial de 14 cilindros en doble estrella, sobrealimentado y enfriado por aire, con un diámetro de 140 mm n) y una carrera de 130 mm, para un desplazamiento de 28 litros y una potencia nominal de 805 kW (1080 hp) al despegue y 787 kW (1055 hp) a 2800 metros.
Mitsubishi usó el sistema de designación estándar para identificar este motor mientras estuvo en desarrollo. La designación MK2 comienza cuando la asignación de la letra de identificación del fabricante, en este caso «M» por Mitsubishi, seguido de una letra que identifica la disposición del motor, en este caso «K» para los enfriados por aire, y luego un número asignado secuencialmente, en este caso el «2» por el segundo diseño. Revisiones del motor son identificadas con una letra como sufijo de la designación, comenzando con la «A» para versión original, o la primera.
Mitsubishi también uso nombres personalizados, de palabras cortas de dos sílabas que hacían referencia a objetos encontrados en el cielo. La secuencia de nombres comenzó con este motor, el MK2 Zuisei «Estrella sagrada», y fue seguida en orden por el MK4 Kinsei «Venus» y el MK8 Kasei «Marte».

## Variantes
MK2A Zuisei 11
875 caballos (652,5 kW), 2540 rpm en el despegue,
925 caballos (689,8 kW), 2450 rpm a 1800 m
MK2B Zuisei 12
780 caballos (581,6 kW), 2540 rpm en el despegue,
875 caballos (652,5 kW), 2540 rpm a 3600 m
MK2C Zuisei 13
1080 caballos (805,4 kW), 2700 rpm en el despegue,
950 caballos (708,4 kW), 2600 rpm a 6000 m
MK2C Zuisei 14 Ha-26-I
850 caballos (633,8 kW), 2650 rpm en el despegue,
900 caballos (671,1 kW), 2650 rpm a 3500 m
MK2C Zuisei 15 Ha-26-II
940 caballos (701 kW), 2650 rpm en el despegue,
950 caballos (708,4 kW), 2650 rpm a 6000 m
MK2D Zuisei 21 Ha-102
1080 caballos (805,4 kW), 2700 rpm en el despegue,
1050 caballos (783 kW), 2700 rpm a 2800 m,
950 caballos (708,4 kW), 2700 rpm a 5800 m

## Aplicaciones
- Mitsubishi A6M (prototipo)[1]
- Kawanishi E7K[4]
- Mitsubishi F1M[5]
- Mitsubishi G5M1[6]
- Kawasaki Ki-45[7]
- Mitsubishi Ki-46[7]
- Mitsubishi Ki-57[8]
- Kokusai Ki-105[9]

## Especificaciones (MK2A Zuisei 11)
- Tipo: motor radial de 14 cilindros en doble estrella, sobrealimentado, enfriado por aire
- Diámetro: 140 mm
- Carrera: 130 mm
- Desplazamiento: 28 L
- Diámetro: 1.118 mm
- Peso: 540 kg
- Válvulas: Dos por cilindro, a la cabeza
- Compresor: centrífugo de una etapa, una velocidad
- Combustible: gasolina de 87 octanos
- Refrigeración: enfriado por aire
- Compresión: 6,5:1